# Белов, Фриц фон
Фриц Вильгельм Теодор Карл фон Белов (нем. Fritz Wilhelm Theodor Karl von Below, (23 сентября 1853, Данциг — 23 ноября 1918, Веймар) — немецкий (прусский) военный деятель, генерал во время Первой мировой войны.

## Биография
В 1912 году Белов был назначен командующим 21-й германской армией.

### Участие в Первой мировой войне
В начале Первой мировой войны воевал в составе 6-й германской армии на западном фронте, однако в 1915 году его войска были переброшены на восточный фронт. С 1914 по 1916 год командовал 8-й армией, находившейся в Восточной Пруссии, заменив на посту командующего Пауля фон Гинденбурга, а также 2-й армией в оборонительной операции на Сомме, а окончил войну на посту командующего 1-й армией, в ноябре 1916 года.
16 февраля 1915 года был награждён орденом Pour le Mérite.
Умер в 1918 году, после подписания Первого Компьенского перемирия.

## Семья
Белов был двоюродным братом другого участника Первой мировой войны Отто фон Белова.

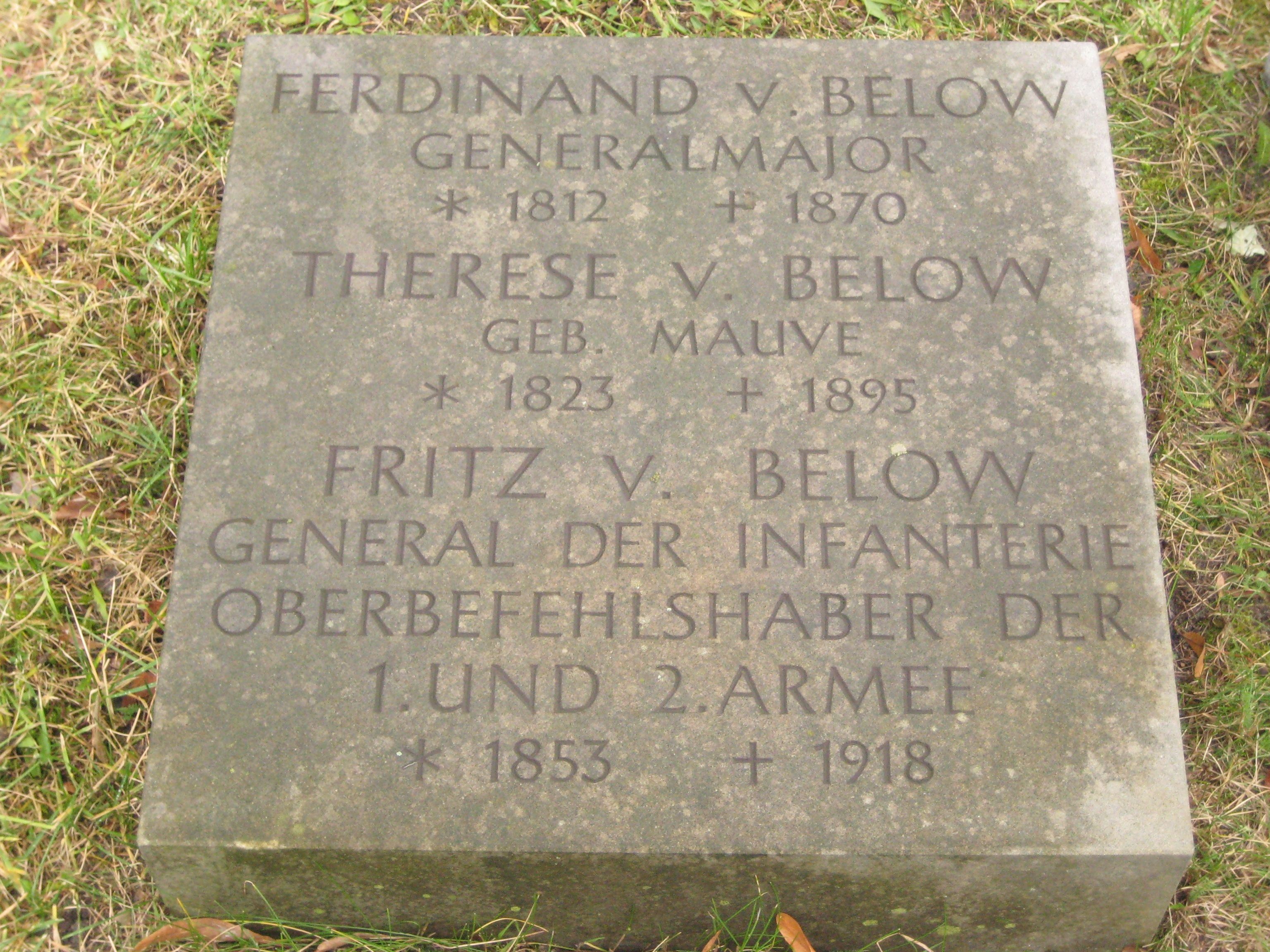
Могила Белова на кладбище в Берлине